# Schietsport op de Paralympische Zomerspelen 2012
Op de XIVe Paralympische Zomerspelen die in 2012 werden gehouden in Londen, Verenigd Koninkrijk was de schietsport een van de 20 sporten die werden beoefend. De wedstrijden vonden plaats op het terrein van de Royal Artillery Barracks en Woolwich Common in Woolwich (Royal Borough of Greenwich, Groot-Londen).

## Evenementen
Er staan bij het schieten 12 evenementen op het programma, 3 voor de mannen, 3 voor de vrouwen en 6 gemengde evenementen.
mannen
- Luchtgeweer, staand - SH1
- Vrij geweer, 3x40 - SH1
- Luchtpistool, SH1

Vrouwen
- Luchtgeweer, staand -SH1
- Sportgeweer, 3x20 - SH1
- Luchtpistool, SH1

Gemengd
- Luchtgeweer, staand - SH2
- Luchtgeweer, liggend - SH1
- Luchtgeweer, liggend - SH2
- Vrij geweer, liggend - SH2
- Sportpistool,  SH1
- Vrij pistool,  SH1

### Mannen

#### Luchtgeweer
| Klasse | onderdeel | Punten | land  | Goud      | land   | Zilver          | land      | Brons          |
| ------ | --------- | ------ | ----- | --------- | ------ | --------------- | --------- | -------------- |
| SH1    | staand    | 699.5  | China | Chao Dong | Zweden | Jonas Jakobsson | Duitsland | Josef Neumaier |

#### Luchtpistool
| Klasse | Punten | land       | Goud         | land    | Zilver          | land       | Brons     |
| ------ | ------ | ---------- | ------------ | ------- | --------------- | ---------- | --------- |
| SH1    | 664,7  | Zuid-Korea | Seakyun Park | Turkije | M. Korhan Yamac | Zuid-Korea | Juhee Lee |

#### R7-50m Geweer
| Klasse | onderdeel  | Punten | land | Goud            | land | Zilver        | land | Brons     |
| ------ | ---------- | ------ | ---- | --------------- | ---- | ------------- | ---- | --------- |
| SH1    | 3 posities | 1255.9 | SWE  | Jonas Jacobsson | ISR  | Doron Shaziri | CHN  | Chao Dong |

### Vrouwen

#### Luchtgeweer
| Klasse | onderdeel | Punten | land  | Goud          | land      | Zilver            | land      | Brons         |
| ------ | --------- | ------ | ----- | ------------- | --------- | ----------------- | --------- | ------------- |
| SH1    | staand    | 500,9  | China | Cuiping Zhang | Duitsland | Manuela Schermund | Australië | Natalie Smith |

#### Luchtpistool
| Klasse | Punten | land      | Goud                    | land    | Zilver              | land | Brons                   |
| ------ | ------ | --------- | ----------------------- | ------- | ------------------- | ---- | ----------------------- |
| SH1    | 475.7  | Macedonië | Olivera Nakovska-Bikova | Rusland | Marina Klimenchenko | Iran | Sareh Javanmardidodmani |

#### Geweer
| Klasse | onderdeel  | Punten | land  | Goud          | land  | Zilver      | land      | Brons               |
| ------ | ---------- | ------ | ----- | ------------- | ----- | ----------- | --------- | ------------------- |
| SH1    | 3 Posities | 676.6  | China | Cuiping Zhang | China | Shibei Dang | Slowakije | Veronika Vadovicova |

### Luchtgeweer
| Klasse | Onderdeel | Punten | Land       | Goud         | Land     | Zilver                | Land          | Brons           |
| ------ | --------- | ------ | ---------- | ------------ | -------- | --------------------- | ------------- | --------------- |
| SH2    | staand    | 705.5  | Zuid-Korea | Juyoung Kang | Slovenië | Gorazd Francek Tirsek | Nieuw-Zeeland | Michael Johnson |

### P3-25m Pistool
| Klasse | Punten | Land  | Goud       | Land    | Zilver          | Land    | Brons              |
| ------ | ------ | ----- | ---------- | ------- | --------------- | ------- | ------------------ |
| SH1    | 770.3  | China | Jianfei Li | Rusland | Sergey Malyshev | Rusland | Valery Ponomarenko |

### R6-50m Geweer
| Klasse | Onderdeel | Punten | Land                         | Goud                    | Land   | Zilver                         | Land                | Brons           |
| ------ | --------- | ------ | ---------------------------- | ----------------------- | ------ | ------------------------------ | ------------------- | --------------- |
| SH1    | liggend   | 694.8  | Verenigde Arabische Emiraten | Abdulla Sultan Alaryani | Spanje | Juan Antonio Saavedra Reinaldo | Verenigd Koninkrijk | Matthew Skelhon |

### P4 50m Pistool
| Klasse | Punten | Land       | Goud         | Land    | Zilver             | Land  | Brons     |
| ------ | ------ | ---------- | ------------ | ------- | ------------------ | ----- | --------- |
| SH1    | 92.4   | Zuid-Korea | Seakyun Park | Rusland | Valery Ponomarenko | China | Hedong Ni |

## Medaillespiegel
| Plaats | Land                         | NPC    | Goud | Zilver | Brons | Totaal |
| 1      | Senegal                      | CHN    | 4    | 1      | 3     | 8      |
| 2      | Zuid-Korea                   | KOR    | 3    | 0      | 1     | 4      |
| 3      | Frankrijk                    | FRA    | 1    | 1      | 0     | 2      |
| 3      | Zweden                       | SWE    | 1    | 1      | 0     | 2      |
| 5      | Macedonië                    | MKD    | 1    | 0      | 0     | 1      |
| 5      | Verenigde Arabische Emiraten | UAE    | 1    | 0      | 0     | 1      |
| 5      | Oekraïne                     | UKR    | 1    | 0      | 0     | 1      |
| 8      | Rusland                      | RUS    | 0    | 3      | 1     | 4      |
| 9      | Verenigd Koninkrijk          | GBR    | 0    | 1      | 2     | 3      |
| 10     | Duitsland                    | GER    | 0    | 1      | 1     | 2      |
| Totaal | Totaal                       | Totaal | 0    | 0      | 0     | 0      |

Atletiek · Bankdrukken · Basketbal · Blindenvoetbal · Boogschieten · Boccia · CP-voetbal · Goalball · Judo · Paardensport · Roeien · Rugby · Schermen · Schietsport · Tafeltennis · Tennis · Volleybal · Wielersport · Zeilen · Zwemmen
Toronto 1976 ·
Arnhem 1980 ·
New York & Stoke Mandeville 1984 ·
Seoel 1988 ·
Barcelona 1992 ·
Atlanta 1996 ·
Sydney 2000 ·
Athene 2004 ·
Peking 2008 ·
Londen 2012 ·
Rio de Janeiro 2016 ·
Tokio 2020 ·
Parijs 2024 ·
Los Angeles 2028